# تشارلز جوردن
تشارلز جوردن (بالإنجليزية: Charles Jordan)‏ (31 يناير 1954 بإنديانابوليس في الولايات المتحدة - 10 نوفمبر 2023) هو لاعب كرة سلة أمريكي في مركز هجوم قوي الجسم. لعب مع أسفيل باسكت وإنديانا بايسرز.

## وصلات خارجية
- تشارلز جوردن على موقع سبورتس رفرنس (الإنجليزية)
- تشارلز جوردن على موقع كلية كرة السلة في سبورتس رفرنس.كوم (الإنجليزية)
- تشارلز جوردن على موقع ريلجم (الإنجليزية)
- تشارلز جوردن على موقع بروبوليرز (الإنجليزية)